# Inkomstskattelagen
Inkomstskattelagen är den centrala lagen i svensk skatterätt och reglerar inkomstskatt för såväl fysiska som juridiska personer. Den täcker bland annat statlig skatt, kommunalskatt och regionskatt (tidigare benämnt landstingsskatt).
Den beskrivs i SFS (1999:1229) från 1 januari 2001.